# Pannonictis
Pannonictis — рід вимерлих зорил (Ictonychinae). Вперше він відомий з самого пізнього пліоцену і зберігся до кінця віллафранкіану, і найчастіше реєструється з відкладень між 2.6 і 1.4 Ma. Залишки Pannonictis були знайдені по всій Євразії, від Піренейського півострова до східного Китаю.

## Таксономія
Pannonictis тісно пов'язаний з іншим доісторичним родом Enhydrictis. Визнано принаймні три види: P. pliocaenica, P. pachygnatha та P. nestii. Інший вид, відомий як P. pilgrimi, більше не є дійсним і, швидше за все, є синонімом P. pliocaenica.

## Опис
Як і у багатьох сучасних мустел, Pannonictis, ймовірно, демонстрував виражений статевий диморфізм. Фактично, невеликий вид, відомий як P. pilgrimi, зараз часто вважають просто жіночою формою більшого P. pliocaenica. P. nestii був найменшим і найстрункішим видом роду, а також останнім представником, що вижив. P. pachygnatha є міцнішим видом із специфічними відмінностями зубів і нижньої щелепи.
Водний спосіб життя Pannonictis, подібний до видри, малоймовірний, але було припущено, що він населяв території поблизу річок, подібно до їхнього філогенетичного нащадка — Galictis